# Briarcliff
Le village de Briarcliff est situé dans le comté de Travis, dans l’État du Texas, aux États-Unis. Sa population s’élevait à 1 438 habitants lors du recensement de 2010.

## Démographie
| Groupe            | Briarcliff | Texas | États-Unis |
| ----------------- | ---------- | ----- | ---------- |
| Blancs            | 95,8       | 70,4  | 72,4       |
| Autres            | 1,7        | 10,6  | 6,4        |
| Métis             | 1,5        | 2,7   | 2,9        |
| Asiatiques        | 0,5        | 3,8   | 4,8        |
| Amérindiens       | 0,3        | 0,7   | 0,9        |
| Afro-Américains   | 0,3        | 11,9  | 12,6       |
| Total             | 100        | 100   | 100        |
|                   |            |       |            |
| Latino-Américains | 6,5        | 37,6  | 16,7       |

Selon l'American Community Survey pour la période 2011-2015, 89,26 % de la population âgée de plus de 5 ans déclare parler l'anglais à la maison, 9,28 % déclare parler l'espagnol et 1,46 % une autre langue.

## Source
- (en) Cet article est partiellement ou en totalité issu de l’article de Wikipédia en anglais intitulé « Briarcliff, Texas » (voir la liste des auteurs).

1. ↑  (en) « Briarcliff, TX Population - Census 2010 and 2000 », sur censusviewer.com (consulté le 14 mars 2016).
2. ↑  (en) « Population of Texas - Census 2010 and 2000 », sur censusviewer.com (consulté le 14 mars 2016).
3. ↑  (en) « Language spoken at home by ability to speak English for the population 5 years and over », sur factfinder.census.gov.